# Anaerob respiration
Anaerob respiration er en nedbrydning af organisk stof uden forbrug af ilt. Processen er ikke det samme som gæring.
Anaerob respiration sker ved hjælp af en anden elektronacceptorer end ilt. Processen bruger stadig en respiratorisk elektron transportkæde. For at få elektron transportkæden til at fungere, skal en udefrakommende sidste elektron acceptor være til stede for at tillade elektroner at passere gennem systemet. I aerobe organismer, er denne sidste elektron acceptor ilt. Ved anaerob oxidation anvendes i stedet mindre oxiderende stoffer som sulfat (SO42-), nitrat (NO3-), eller svovl (S). Disse terminale elektronacceptorer har mindre reduktionspotentiale end ilt, hvilket betyder, at mindre energi frigives ved processerne. Anaerob respiration er derfor mindre effektiv end aerob respiration.
Anaerob respiration spiller en væsentlig rolle i de globale kvælstof-og svovlcykler. Denitrifikation er den vigtigste rute, ad hvilken kvælstof vender tilbage til atmosfæren som molekylær nitrogen gas. Hydrogensulfid, et produkt af sulfat respiration, er en potent nervegift og ansvarlig for den karakteristiske lugt af 'rådne æg' i brakvand og sumpe.